# Christian Caminada
Christian Caminada, né le 6 janvier 1876 à Lumbrein et mort le 18 janvier 1962 à Coire, est un prélat suisse, évêque de Coire de 1931 à 1962.

## Biographie
Christian Caminada est né le 6 janvier 1876 à Lumbrein, d'un père chasseur et paysan.
Il suit sa scolarité aux écoles des abbayes de Disentis et Einsiedeln, puis suit des études de théologie à Alassio et Coire. Il est ordonné prêtre le 22 janvier 1900 par Johannes Fidelis Battaglia, évêque de Coire.
Il est successivement curé à Dardin (de), Obersaxen et Trun, où il rencontre Gaspard Decurtins, politicien chrétien-social,.
En 1919, Georg Schmid von Grüneck le nomme au chapitre de la cathédrale de Coire. Il supervise la rénovation de celle-ci entre 1921 et 1927,.
En 1934, il est nommé vicaire général du diocèse. Le 23 septembre 1941, il est élu évêque du diocèse de Coire, et confirmé en tant que tel par le pape le 17 octobre 1941.
Il est ordonné évêque le 23 novembre 1941 par Filippo Bernardini, nonce apostolique en Suisse, assisté de Viktor Bieler, évêque de Sion, et Joseph Meile (de), évêque de Saint-Gall.
En 1942, il reçoit un doctorat honoris causa de l'université de Fribourg.
Le diocèse de Coire couvrant à l'époque également le Liechtenstein, il y célèbre le mariage de François-Joseph II et Georgina von Wilczek en 1943 et le baptême de Hans-Adam II en 1945.
Sous son épiscopat, le diocèse célèbre son 1500e anniversaire et gagne 15 nouvelles paroisses, 12 rectorats paroissiaux et 15 aumôneries.
En 1957, il reçoit un coadjuteur en la personne de Johannes Vonderach.
Il meurt le 18 janvier 1962 à Coire, âgé de 86 ans.